# اتحاد أوقيانوسيا لكرة السلة
اتحاد أوقيانوسيا لكرة السلة أو فيبا أوقيانوسيا (بالإنكليزية: FIBA Oceania) هو اتحاد كرة سلة في أوقيانوسيا تحت مظلة الاتحاد الدولي لكرة السلة تأسس عام 1969 ويضم 21 اتحاد وطني.

## وصلات خارجية
- الموقع الرسمي